# FCプリシュティナ
フットボールクラブ・プリシュティナ（Football Club Prishtina）は、コソボの首都プリシュティナをホームタウンとするサッカークラブ。

## 歴史
第一次世界大戦直後の1919年、グルノーブルの学生によってプリシュティナにサッカーボールが持ち込まれたのがコソボのサッカーの始まりとされる。1922年、コソボで最初のサッカークラブであるKFコソヴァ（Kosova）が創設された。ユニフォームカラーは青。1926年、プリシュティナでKFバシュキミ（Bashkimi）が創設された。第二次世界大戦中もサッカーは継続され、バシュキミは1945年にコソボリーグ初優勝、1946年には2連覇を達成した。1947年、コソヴァとバシュキミは合併し、KFプロレテル（Proleter）が創設された。1948-49シーズンにKFイェディンストヴォ（Jedinstvo）に改称した。1951年に現在のホームスタジアムであるStadiumi i Qytetitの建設が始まり、1953年5月17日に開場した。1951年、イェディンストヴォはフシェ・コソヴァのKFジェレズニチャリ（Zhelezniçari）とプリシュティナのKFブラトストヴォ（Bratstvo）と合併し、KFコソヴァに改称した。1956年7月15日、現在のクラブ名であるKFプリシュティナ（FCプリシュティナ）に改称した。
1981年3月にベラ・パルフィが監督に就任すると、1982-83シーズンのユーゴスラビア・セカンドリーグ（東部）で優勝し、ユーゴスラビア・プルヴァ・リーガ初昇格を果たした。1922年のクラブ創設から60年後、1961-62シーズンのユーゴスラビア・セカンドリーグ参戦から20年後の出来事だった。プルヴァリーガ最初の1983-84シーズンはミトローパ・カップにも出場した。1984年、クラブからファディル・ヴォクリとゾラン・バトゥロビッチがユーゴスラビア代表に選出された。
1991年、ユーゴスラビア社会主義連邦共和国の崩壊によってコソボサッカー連盟はユーゴスラビアサッカー連盟から独立し、コソボ・ファーストリーグはユーゴスラビアの下位リーグからコソボの独立した最上位リーグ（コソボ・スーペルリーガ）となった。プリシュティナは最初の1991-92シーズンに優勝を飾った。1998年1月にコソボ紛争の影響でリーグ戦が中止されるまでの期間にリーグ優勝3回、カップ優勝2回、スーパーカップ優勝2回を記録した。コソボ紛争後、1991年にスタジアムを占拠されて以来8年ぶりにホームスタジアムに戻り、スーペルリーガ再開後最初の1999-2000シーズンに4回目の優勝を果たした。

## タイトル

### コソボ
- ライファイゼン・スーペルリーガ：11回
  - 1991-92, 1995-96, 1996-97, 1999-00, 2000-01, 2003-04, 2007-08, 2008-09, 2011-12, 2012-13, 2020-21
- クパ・エ・コソヴァス：8回
  - 1993-94, 1994-95, 2005-06, 2012–13, 2015-16, 2017-18, 2019-20, 2022-23
- スーペルクパ・エ・コソヴァス：10回
  - 1994-95, 1995-96, 2000-01, 2003-04, 2005-06, 2007-08, 2008-09, 2012-13, 2015-16, 2019-20

### ユーゴスラビア
- ユーゴスラビア・セカンドリーグ（英語版）：1回
  - 1982-83
- コソボ・ファーストリーグ：9回[注釈 4]
  - 1945, 1946, 1947-48, 1951, 1953-54, 1958-59, 1960-61, 1976-77, 1978-79

出典

## 過去の成績
| シーズン | ディビジョン   | ディビジョン | ディビジョン | ディビジョン | ディビジョン | ディビジョン | ディビジョン | ディビジョン | ディビジョン | クパ・エ・コソヴァス |
| シーズン | リーグ         | 順位         | 試           | 勝           | 分           | 敗           | 得           | 失           | 点           | クパ・エ・コソヴァス |
| -------- | -------------- | ------------ | ------------ | ------------ | ------------ | ------------ | ------------ | ------------ | ------------ | -------------------- |
| 2011-12  | スーペルリーガ | 1位          | 33           | 19           | 8            | 6            | 63           | 31           | 65           |                      |
| 2012-13  | スーペルリーガ | 1位          | 33           | 22           | 7            | 4            | 66           | 26           | 73           | 優勝                 |
| 2013-14  | スーペルリーガ | 2位          | 33           | 17           | 6            | 10           | 39           | 26           | 57           |                      |
| 2014-15  | スーペルリーガ | 3位          | 33           | 15           | 11           | 7            | 43           | 28           | 56           | ベスト16             |
| 2015-16  | スーペルリーガ | 8位          | 33           | 12           | 7            | 14           | 29           | 34           | 43           | 優勝                 |
| 2016-17  | スーペルリーガ | 2位          | 33           | 22           | 6            | 5            | 46           | 18           | 72           | 準々決勝敗退         |
| 2017-18  | スーペルリーガ | 2位          | 33           | 18           | 10           | 5            | 39           | 18           | 64           | 優勝                 |
| 2018-19  | スーペルリーガ | 2位          | 33           | 23           | 6            | 4            | 49           | 12           | 75           | 準々決勝敗退         |
| 2019-20  | スーペルリーガ | 4位          | 33           | 18           | 8            | 7            | 59           | 25           | 62           | 優勝                 |
| 2020-21  | スーペルリーガ | 1位          | 36           | 24           | 6            | 6            | 65           | 27           | 78           | 準決勝敗退           |
| 2021-22  | スーペルリーガ | 5位          | 36           | 14           | 9            | 13           | 49           | 37           | 51           | 準決勝敗退           |
| 2022-23  | スーペルリーガ | 5位          | 36           | 12           | 12           | 12           | 46           | 36           | 48           | 優勝                 |

## 欧州の成績
| シーズン | 大会                               | ラウンド  | 対戦相手                             | ホーム | アウェー | 合計        |  |
| -------- | ---------------------------------- | --------- | ------------------------------------ | ------ | -------- | ----------- |  |
| 2017-18  | UEFAヨーロッパリーグ               | 予選1回戦 | IFKノルシェーピン                    | 0-1    | 0-5      | 0-6         |  |
| 2018-19  | UEFAヨーロッパリーグ               | 予備予選  | カレッジ・エウロパ                   | 5–0    | 1–1      | 6–1         |  |
| 2018-19  | UEFAヨーロッパリーグ               | 予選1回戦 | CSフォラ・エシュ                     | 0–0    | 0–0      | 0–0 (4–5 p) |  |
| 2019-20  | UEFAヨーロッパリーグ               | 予備予選  | セント・ジョセフス                   | 1–1    | 0–2      | 1–3         |  |
| 2020-21  | UEFAヨーロッパリーグ               | 予備予選  | リンカーン・レッド・インプス         | N/A    | 0-3      | N/A         |  |
| 2021-22  | UEFAチャンピオンズリーグ           | 予備予選  | フォルゴーレ・ファルチャーノ         | 2-0    | 2-0      | 2-0         |  |
| 2021-22  | UEFAチャンピオンズリーグ           | 予備予選  | インテル・ダスカルダス               | 2-0    | 2-0      | 2-0         |  |
| 2021-22  | UEFAチャンピオンズリーグ           | 予選1回戦 | フェレンツヴァーロシュ               | 1-3    | 0-3      | 1-6         |  |
| 2021-22  | UEFAヨーロッパカンファレンスリーグ | 予選2回戦 | ギャップ・コノーズ・キー・ノーマッズ | 4-1    | 2-4      | 6-5         |  |
| 2021-22  | UEFAヨーロッパカンファレンスリーグ | 予選3回戦 | ボデ/グリムト                        | 2-1    | 0-2      | 2-3         |  |

## 現所属メンバー
2021年5月7日現在
注：選手の国籍表記はFIFAの定めた代表資格ルールに基づく。
| No. | Pos. |                  | 選手名                           |
| --- | ---- | ---------------- | -------------------------------- |
| 1   | GK   | コソボ           | アルバン・ムチチ                 |
| 2   | DF   | コソボ           | ベスニク・クラスニチ             |
| 3   | DF   | コソボ           | グレディ・ミツィ                 |
| 4   | DF   | コソボ           | Tun Bardhoku (第3主将)           |
| 5   | DF   | コソボ           | Lumbardh Dellova                 |
| 7   | MF   | コソボ           | ロリク・ボシュニャク ()          |
| 9   | FW   | コソボ           | レオトリム・クリエジウ           |
| 10  | MF   | コソボ           | エンドリト・クラスニチ (第2主将) |
| 12  | GK   | コソボ           | アルディト・ニカ                 |
| 13  | MF   | コソボ           | ベハル・マリチ                   |
| 15  | MF   | コンゴ民主共和国 | ゴティエ・マンケンダ             |
| 17  | FW   | コソボ           | アルバン・シロヴァ               |
| 18  | MF   | ガーナ           | Samuel Mone Andoh                |

| No. | Pos. |              | 選手名                       |
| --- | ---- | ------------ | ---------------------------- |
| 20  | MF   | コソボ       | Qëndrim Zyba                 |
| 22  | DF   | アルバニア   | ゲンティアン・ムチャ         |
| 23  | MF   | コソボ       | レオニト・アバジ             |
| 25  | DF   | コソボ       | エルディン・ドゥシ           |
| 27  | FW   | コソボ       | アルビン・プラパシュティツァ |
| 28  | DF   | コソボ       | レオトリム・ベクテシ         |
| 33  | MF   | コソボ       | ヨン・バイゴラ               |
| 34  | GK   | コソボ       | ファトス・シナニ             |
| 35  | GK   | アルバニア   | エグランド・ハジョ           |
| 36  | GK   | コソボ       | アディ・ヒラ                 |
| 77  | FW   | ナイジェリア | オットー・ジョン             |
| 88  | MF   | アルバニア   | サビエン・リライ             |

## 歴代所属選手
- ベスニク・ハシ 1992-1993
- ドラゴスラヴ・イェヴリッチ 1992-1993
- ヨヴァン・タナシイェヴィッチ 1994-1997